# Комитеты защиты республики
Комитеты защиты республики (фр. Comités pour la défense de la République, CDR) — французское голлистское консервативное объединение 1968—1976. Возникли как правое сопротивление «Красному маю 1968». Вели организационную и пропагандистскую работу против леворадикалов и компартии. Решительно поддерживали Пятую республику и генерала де Голля. Тесно сотрудничали с партией ЮДР, голлистской спецслужбой SAC, студенческим союзом UNI, корпоративным профобъединением ФКТ. Сыграли важную роль в политическом контрнаступлении правых сил. В середине 1970-х влились в партию ОПР.

## Правый ответ «Красному маю»
Майские события во Франции 1968 года знаменовались не только мощным всплеском ультралевых и прокоммунистических сил, но и активизацией правой части французского общества. Энергичное наступление левых всколыхнуло «молчаливое большинство» — консервативные массы мелкой буржуазии, квалифицированных рабочих и служащих, собственнического крестьянства, частично интеллигенции и студенчества. Началась быстрая консолидация правых на платформе голлизма, вокруг президента Шарля де Голля.
Идею Комитетов защиты республики (CDR) сформулировал 11 мая 1968 Жак Фоккар — ближайший соратник де Голля, президентский куратор «параллельной полиции» SAC и геополитического проекта Франсафрика. К нему присоединился другой «барон голлизма» — Пьер Лефран, лидер Национальной ассоциации поддержки генерала де Голля (AN). В дополнении к правящей голлистской партии Союз демократов в поддержку республики (ЮДР) решено было создать массовое сетевое движение сторонников де Голля — для повседневного и повсеместного сопротивления левым.
Учреждение CDR состоялось в Париже 23 мая 1968. Официальное заявление сделал лидер голлистской молодёжи Жак Годфрен. Вторым публичным лидером CDR выступил подполковник французской армии Ив Лансьен. Президентом CDR был избран Пьер Лефран, генеральным секретарём — Жак Годфрен. Вице-президентами стали активистка AN Соня Элой и сотрудник SAC Анри Мазуэ. Главными спонсорами CDR являлись предприниматели Антуан Мазурель (текстильный кластер, функционер ЮДР) и Жак Гугженхейм (телекоммуникационный кластер, функционер SAC, тайный сотрудник Фоккара).
25 мая 1968 декларация CDR была опубликована в Le Monde. Задачей Комитетов объявлялась «защита демократических институтов и республиканских свобод от подрывной деятельности меньшинства, единственной целью которого является захват власти». При этом CDR выражали полное понимание «законных стремлений рабочих и студентов», поддерживали «все реформы, которые будут способствовать улучшению жизни и повышению достоинства людей труда и молодёжи», выступали за «более гуманное и справедливое общество». Программное соединение консерватизма и прогрессивизма характеризуется как «очень голлистское».
Формировались CDR по территориально-производственному принципу — по месту жительства и по месту работы. К концу мая 1968 было сформировано пятьсот Комитетов в большинстве департаментов Франции и во всех округах Парижа. Каждый комитет управлялся «руководящей тройкой» в составе делегата (председателя), секретаря и казначея. Общая численность достигала 10 тысяч, из них около 3 тысяч парижан. По социальной принадлежности больше всего было наёмных работников частного сектора (примерно 30 %), госслужащих (более 20 %), самозанятых торговцев и ремесленников (около 20 %), пенсионеров (17 %). Сравнительно немного состояло представителей свободных профессий (5,5 %), крестьян (5 %), домохозяек (1 %). Приветствовались военные, особенно ветераны антинацистского Сопротивления. Именно неформальные связи ветеранов создавали опорный каркас CDR. Координатором военно-ветеранского участия в CDR выступал один из основателей Комитетов, будущий министр обороны Франции Робер Галлей.

## Антикоммунизм «молчаливого большинства»
Идеология CDR являла собой жёсткий «голлизм порядка», восходивший к наследию партии RPF конца 1940-х. Основными его элементами были воинствующий антикоммунизм, консервативное республиканство, французский национал-патриотизм, традиционные ценности общественного порядка, собственности, семьи. Выражалась готовность к репрессиям против «подрывных элементов», но только по законной процедуре. Постоянно подчёркивалась приверженность демократии, противостояние всем видам тоталитаризма — не только коммунистическому, но и фашистскому. Символами CDR были Марианна и лотарингский крест.
Важное место в этом дискурсе занимала поддержка де Голля. Но, в отличие от SAC и AN, приоритет отдавался не персонально генералу, а институтам и принципам Пятой республики. Главной объединяющей идеей был антикоммунизм. Политически в CDR однозначно преобладали голлисты, но участвовали и правые либералы, и крайне правые националисты, встречались даже офицеры, связанные с враждебной де Голлю неофашистской ОАС. Заметной фигурой в Комитетах оказался отставной парашютист и мастер боевых искусств Жильбер Лекавелье, сотрудник SAC и напарникБоба Денара.
Комитеты претендовали выражать позицию «молчаливого большинства». Проводили публичные собрания, митинги, демонстрации, вели массированную плакатно-листовочную кампанию, организовывали публикации в СМИ. Агитационные материалы CDR сравнивали напор левых 1968 с немецким вторжением 1940 и призывали встать на защиту Франции. В некоторых департаментах и городах CDR формировали патрульную службу порядка — «гражданскую милицию». В Авиньоне такое формирование зачищало улицы от «агрессивных левых хиппи».При этом действовали CDR строго в правовом поле. Ближайшей целью ставилась электоральная победа. В качестве противников рассматривались движения «Красного мая» и Французская коммунистическая партия (ФКП), а также социалисты. Активисты CDR зачастую не проводили различий между «традиционной» ФКП и ультралевыми «майскими» группировками, сталинистами и троцкистами, анархистами и маоистами — все эти понятия и течения однозначно определялись как коммунизм или марксизм.
Важнейшим направлением деятельности CDR являлась идеологическая борьба в системе образования. Именно «красные» организации студентов и школьников многим консерваторам представлялись худшей опасностью. Комитеты требовали покончить с марксистской пропагандой в вузах и школах, искоренить «бунтарство» и «чегеваризм», пресекать симпатии к СССР и КНР. Для этого предлагалась чистка преподавательских кадров, строгий общественный контроль за расходованием бюджетных средств, выделяемых на образование. В образовательных программах акцентировались французский патриотизм, республиканство и семейные ценности.
В школах влияние CDR осуществлялось через институты родительских собраний, родительских комитетов и общественных наставников. В вузах CDR активно сотрудничали с Национальным межуниверситетским союзом (UNI) во главе с Жаком Ружо (Жак Гугженхейм входил в руководство UNI). Критику вызывал закон Фора о расширении университетской автономии и студенческого самоуправления. Комитеты в целом соглашались с демократизацией университетской жизни, но требовали жёсткого заслона марксистской идеологизации и «пропаганде хаоса» — вплоть до полицейского подавления. Через институты родительских собраний и родительских комитетов CDR проникали в школы, контролировали преподавание общественных дисциплин, пресекали то, что представлялось левацким или коммунистическим уклоном в преподавании.
Третьим ключевым направлением для CDR являлась свобода труда. Комитеты выступали против принуждения к забастовкам и прокоммунистических профсоюзных организаций ВКТ. Союзником CDR в профсоюзном движении являлась корпоративистская Французская конфедерация труда (ФКТ) Жака Симакиса. Для собственной работы с трудовыми коллективами и противостояния забастовкам в структуре CDR были сформированы Автономные профессиональные группы (GAP). Члены GAP организовывали контрпикеты, антизабастовочные демонстрации, призывали рабочих не подчиняться ВКТ. В Париже устраивались рейды на автомобилях, оснащённых радиоустройствами — транслировались призывы к «гражданскому восстанию против ВКТ».
Таким образом, в противостоянии «Красного мая» возникла разветвлённая инфраструктура голлистских антикоммунистических организаций — как «старых» (SAC, AN, ФКТ), так и «новых» (CDR, UNI). В конечном счёте все они через SAC замыкались на Жака Фоккара — главного стратега и организатора правоголлистских сил.
30 мая 1968 на Елисейских полях состоялась полумиллионная — по другим данным, миллионная — демонстрация в поддержку президента де Голля. CDR приняли активное участие в её организации и проведении. Общественные настроения переломились в правом направлении. На парламентских выборах в июне 1968 решительную победу одержал правый лагерь, партия ЮДР получила почти 40 % голосов избирателей и абсолютное большинство в Национальном собрании.

## Стабилизация и завершение
В июне 1969 в Париже состоялся съезд представителей Комитетов защиты республики. К тому времени ушёл в отставку Шарль де Голль, состоялись досрочные президентские выборы, на которых одержал победу представитель голлистского лагеря Жорж Помпиду. Делегаты CDR выразили готовность вновь дать отпор «экстремистским формированиям, намеренным действовать иными средствами, нежели предусмотренные законом». Своими задачами они назвали защиту институтов Пятой республики, реформу образования, «защиту франка» (то есть консервативную финансовую политику), обеспечение свободы труда.
Борьба против ультралевых тенденций в образовательных учреждениях дала двойственный результат. «Красномайские» группы — троцкисты, маоисты, анархисты — были в значительной степени блокированы. Это, однако, привело, привело к усилению ФКП; консерваторы заговорили об установлении в университетах «московского порядка». Активисты CDR поневоле начали различать политико-идеологические особенности враждебных течений. Доходило до парадоксов: в борьбе против ФКП консерваторы вынуждены были действовать заодно с троцкистами и маоистами.
На президентских выборах 1974 члены CDR поддерживали Жака Шабан-Дельмаса, реже Валери Жискар д’Эстена. Комитеты выступали против ФКП и ФСП, заявляли о коммунистической общности всего левого лагеря. Плакаты CDR отождествляли коммуниста Жоржа Марше и социалиста Франсуа Миттерана, призывали отвергнуть эти кандидатуры.
В условиях политической стабильности модель CDR, созданных в чрезвычайных обстоятельствах, переставала быть востребована. Несмотря на формальную 12-тысячную численность, деятельность Комитетов шла на спад. В 1976 CDR под руководством Ива Лансьена присоединились к партии Объединение в поддержку республики во главе с Жаком Шираком.